# Digger
Digger es un videojuego lanzado por la compañía canadiense Windmill Software en 1983, el cual fue popular en la era de las PC IBM con colores CGA. Originalmente, fue presentado en un disquete de 5,25 pulgadas cargable y requería de una tarjeta genuina CGA y podía correr demasiado rápido en computadoras más rápidas que la original IBM PC de 4,77 MHz. La versión en DOS puede correr en Windows 95, 98 y Me. Para Windows XP es necesario reiniciar el PC usando un disco formateado en DOS o creando una partición en Win 9x aunque también con un emulador de DOS. Es posible ejecutarlo usando un emulador CGA en una tarjeta de gráficos Hercules. Fue remasterizado en 1998, mediante ingeniería inversa por Andrew Jenner para ordenadores Pentium y luego se convirtió en software libre.

## Descripción
Muchas de las características de Digger son similares a juegos como Mr. Do!, Dig Dug y Pac-Man. El escenario del juego es una mina, en la cual el usuario controla una excavadora, llamada "Digger". Para avanzar, se puede excavar trazando caminos (en forma vertical u horizontal) o utilizar los túneles ya existentes. Se pueden sumar puntos recogiendo esmeraldas y oro que se encuentra en el interior de unos sacos que han de romperse haciéndolos caer.
La excavadora es perseguida por monstruos que merodean en el escenario. Los primeros en aparecer son los Nobbin, de escasa inteligencia y que son incapaces de excavar. Bajo determinadas condiciones, pueden mutar a Hobbin, criaturas mucho más agresivas y con la facultad de excavar sus propios túneles, lo que les hace mucho más peligrosos. Dichas condiciones son, entre otras: realizar movimientos repetitivos persiguiendo al jugador sin alcanzarlo, cruzarse con otros enemigos, ser obstaculizados por un saco de oro o tener que esquivar la trayectoria de un saco que cae hacia ellos.
El Digger dispone inicialmente de tres vidas. Cada vez que es atrapado por un enemigo o aplastado accidentalmente por un saco, pierde una. El juego termina cuando se agotan. De todas formas, estas vidas pueden incrementarse hasta un máximo de cinco conforme el jugador va obteniendo puntos, en concreto obtiene una vida extra por cada 20.000 puntos ganados.
El Digger cuenta con un arma a distancia consistente en un único disparo ejecutado con la tecla "F1" y que una vez utilizado tarda cierto tiempo en recargarse. También puede aplastar a los monstruos arrojándoles encima los sacos de oro.
Al eliminar mediante estos métodos a un número determinado de monstruos, en la esquina superior derecha aparece una cereza. Recogiéndola, se entra en modo Bonus (Bono), donde los papeles se invierten y el Digger dispone de un corto tiempo para ir comiéndose a los monstruos que queden. Una vez expirado el modo Bonus, los enemigos comidos por el Digger reaparecen en modo normal.
El juego está estructurado en niveles o pantallas. Para avanzar al siguiente nivel, el usuario ha de conseguir todas las esmeraldas o aniquilar a todos los monstruos del nivel.
Conforme se avanza en el juego, se va haciendo más difícil: aparecen más Nobbin en cada nivel, éstos mutan a Hobbin con mayor facilidad, ambos enemigos son más rápidos y agresivos, el arma tarda más tiempo en recargarse, en cada nivel es necesario eliminar a más enemigos para entrar en modo Bonus y el tiempo en este modo es cada vez más corto.
El juego cuenta con modos para un jugador y para dos jugadores, siendo el de un jugador el modo por defecto. Al modo de dos jugadores se accede pulsando la tecla "ESC" desde el menú de inicio. En este modo, cada jugador va completando el juego por separado, cambiando el turno al otro jugador al perder una vida o pasar de nivel.

## Puntuación
- 25 puntos por comer una esmeralda, 250 extra si se comen 8 de manera consecutiva formando una escala musical.
- 250 por matar un monstruo, mediante el disparo o aplastándolo con un saco de oro, aunque sea en modo Bonus.
- 500 por comerse el oro de un saco reventado previamente.
- 1000 por comerse la cereza del Bonus.
- 200, 400, 800, 1.600, etc por comerse consecutívamente a los enemigos en modo Bonus.

El Digger gana una vida por cada múltiplo de 20.000 puntos que consiga.

## La versión original CGA
Digger fue desarrollado por Rob Sleath, el desarrollador primario de Windmill Games en 1983. En 1984, Digger fue convertido para correr en las computadoras IBM PCjr e IBM PCJX, que era la versión japonesa de la primera. La última versión original fue lanzada para la computadora canadiense Hiperion corriendo a 6 MHz.

## Música
El tema de fondo del juego es "Popcorn" compuesto por Gershon Kingsley y que fuera popularizada por el grupo Hot Butter en 1972 y. La música del bonus es la Obertura de Guillermo Tell del compositor italiano Gioachino Rossini. Cuando el usuario pierde la partida, suena la Sonata para piano n.º 2 del compositor y pianista polaco Frédéric Chopin acompañando la imagen de una lápida con la inscripción RIP (Requiescat in pace, en idioma latín).

## Versión remasterizada
El programador Andrew Jenner creó en 1998 una versión de software libre, bajo licencia GPL, del juego, denominada Digger Remastered (Digger Remasterizado) aplicando ingeniería inversa al juego original en formato binario. Dicha licencia fue otorgada previo permiso al autor del juego Rob Sleath. Hacia el año 2004 el código fue liberado pero solo por interés histórico y no bajo una licencia de software libre.
La versión remasterizada del juego está disponiblr para plataformas tales como AmigaOS, DOS, Linux, GP2X, Java, OS X, Wii, MorphOS, RiscOS, Dreamcast, UNIX y Windows. Entre 1990 y 1991 fue lanzado Digger’s Loader and Editor, un programa en el cual usa código binario original como módulo de juego y extiende sus capacidades como editor de niveles, puntaje separado por diferentes niveles, atajos de teclado y mecanismo de retraso. Este programa fue desarrollado por Mikel Lavrentiev y Dmitry Petrov.

## Versión multijugador
Alawar Entertainment ha lanzado una versión multijugador llamada Digger Aventures.